# Metodă științifică (Star Trek: Voyager)
„Metodă științifică” (titlu original: „Scientific Method”) este al 7-lea episod din al patrulea sezon al serialului TV american științifico-fantastic Star Trek: Voyager și al 75-lea în total. A avut premiera la 29 octombrie 1997 pe canalul UPN.

## Prezentare
Membrii echipajului se simt rău în mod inexplicabil în timp ce sunt examinați de intruși nevăzuți.

## Actori ocazionali
- Rosemary Forsyth - Alzen
- Annette Helde - Takar

## Vezi și
- Metodă științifică